# Brogatan

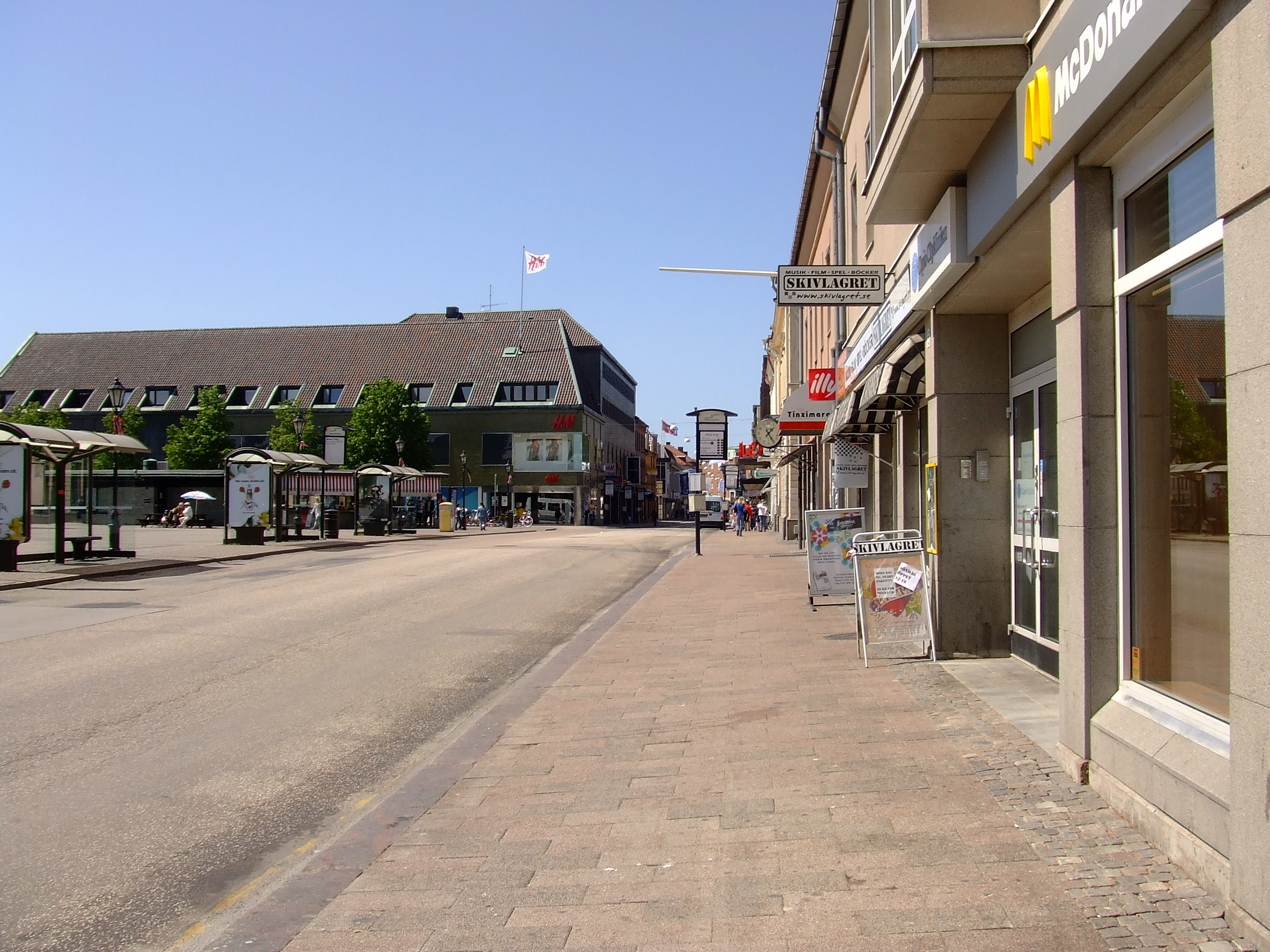
Brogatan vid Stora Torg, sedd västerut

Brogatan är en gata i Centrum i Halmstad. Den löper från Österbro, korsar Storgatan, går på norra sidan av Stora Torg och korsar bland annat Köpmansgatan och Karl XI:s väg. Den fortsätter västerut ut ur centrum och övergår så småningom i Söndrumsvägen.
Brogatan anlades på 1600-talet som en förbindelse mellan dåvarande Österport och Västerport. Den omnämns 1686 och 1687 under namnen Östre Portz gatan och Wäster Portz gatan. Den östra delen benämns senare Östra Tullportsgatan, vilket på 1700-talet förkortas till Östergatan. Sitt nuvarande namn fick gatan 1887. I Brogatans förlängning österut anlades på 1500-talet eller tidigare Österbro och på östra sidan av Nissan 1620 Österskans. Från Österskans gick landsvägen till Skåne (numera Laholmsvägen) åt sydost.
Brogatan ledde på 1600-talet västerut från Halmstads historiska stadskärna på Västerbro över den tidigare vallgraven.

## Några byggnader
- Brogatan 1: Gallerian (Domus 1966–1987)
- Brogatan 2: Brovakten 4
- Brogatan 4: Brovakten 8 (Götabanken 1925–1975)
- Brogatan 10: Halmkärven 2 (Nordea och dess föregångare från 1907)
- Brogatan 3: Broktorp 17/Valandhuset (handelsbyggnad invigd 1975)
- Brogatan 14-16: Åhlens (tidigare Epa, delen mot Brogatan invigd 1968)
- Brogatan 13 (handelsbyggnad, Tempo 1964–1978)
- Brogatan 34: Halmstads saluhall (saluhall 1934–1979)

## Bildgalleri

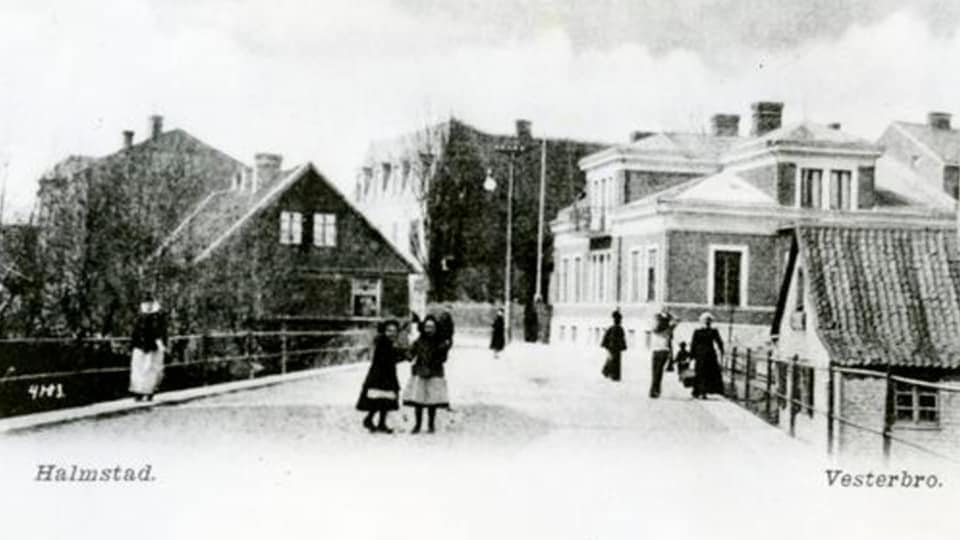
Västerbro, före 1905